# My Wife and Kids
My Wife and Kids es una comedia de televisión estadounidense que se emitió en ABC del 28 de marzo de 2001 hasta el 17 de mayo de 2005. La serie, producida por Touchstone Television en asociación con Wayans Bros. Entertainment e Impact Zone, está protagonizada por Damon Wayans y Tisha Campbell-Martin.

## Sinopsis
Ambientada en Stamford, Connecticut, esta comedia de situación sigue a una familia afroamericana de clase media alta, liderada por el original patriarca Michael Kyle Sr., que posee y dirige su propia empresa de camiones. Michael cree que manda en su familia, pero su esposa Janet, que se dedica a la venta ambulante, su hijo Michael Jr, adorador del rap gangsta, y sus melancólicas hijas: la egocéntrica Claire y su favorita, la pequeña Kady, le recuerdan cada día que su sueño es sólo... un sueño. 

## Reparto

### Principales
- Damon Wayans como Michael Richard Kyle
- Tisha Campbell-Martin como Janet Marie «Jay» Kyle
- George O. Gore II como Michael Richard «Junior» Kyle
- Jazz Raycole como Claire Kyle (temporada 1)
- Jennifer Nicole Freeman como Claire Kyle (temporadas 2–3)
- Parker McKenna Posey como Kady Kyle
- Brooklyn Sudano como Vanessa Scott-Kyle (temporadas 4–5)
- Noah Gray-Cabey como Franklin Aloysius Mumford III (temporadas 4–5; recurrente, temporada 3)

### Recurrentes
- Andrew McFarlane como Tony Jeffers (originalmente llamado Roger) (temporadas 1-5)
- Phil Reeves como el Dr. William Parks Klieger (temporadas 1–2)
- RuDee Sade como Erica Washington (temporadas 1–2)
- Cara Mia Wayans como Shante Bre (temporadas 1–2)
- Damon Wayans Jr. como John (temporadas 2–4)
- Liliana Mumy como Rachel McNamara (temporadas 2–4)
- Jessica Sara como Melissa (temporadas 2–3)
- DeRay Davis como R.J. (temporadas 2–4)
- Brian Holtzman como Brian (temporadas 3–4)
- Todd Lynn como Todd (temporadas 3–4)
- Ella Joyce como Jasmine Scott (temporadas 4-5)
- Lester Speight como Calvin Scott (temporadas 4–5)
- Sean Whalen como Larry (temporada 4)

## Episodios
| Temporada | Temporada | Episodios | Episodios | Emisión original         | Emisión original   |
| Temporada | Temporada | Episodios | Episodios | Primera emisión          | Última emisión     |
| --------- | --------- | --------- | --------- | ------------------------ | ------------------ |
|           | 1         | 11        | 11        | 28 de marzo de 2001      | 9 de mayo de 2001  |
|           | 2         | 29        | 29        | 26 de septiembre de 2001 | 22 de mayo de 2002 |
|           | 3         | 27        | 27        | 25 de septiembre de 2002 | 21 de mayo de 2003 |
|           | 4         | 30        | 30        | 24 de septiembre de 2003 | 26 de mayo de 2004 |
|           | 5         | 26        | 26        | 21 de septiembre de 2004 | 17 de mayo de 2005 |

### Primera temporada (2001)
| N.º en serie | N.º en temp. | Título                        | Dirigido por             | Escrito por             | Fecha de emisión original | Código de prod. | Audiencia (millones) |
| ------------ | ------------ | ----------------------------- | ------------------------ | ----------------------- | ------------------------- | --------------- | -------------------- |
| 1            | 1            | «Pilot»                       | Andy Cadiff              | Don Reo y Damon Wayans  | 28 de marzo de 2001       | W531            | 13.72                |
| 2            | 2            | «The Truth Hurts»             | James Widdoes            | Buddy Johnson           | 28 de marzo de 2001       | W711            | 13.72                |
| 3            | 3            | «Of Breasts and Basketball»   | Leonard R. Garner Jr.    | Eunetta T. Boone        | 4 de abril de 2001        | W707            | 11.84                |
| 4            | 4            | «Grassy Knoll»                | Ted Wass                 | Adam Hamburger          | 4 de abril de 2001        | W709            | 14.29                |
| 5            | 5            | «Making the Grade»            | Leonard R. Garner Jr.    | Adam Hamburger          | 11 de abril de 2001       | W702            | 10.12                |
| 6            | 6            | «Working It»                  | James Widdoes            | Joshua Krist y Eric Lev | 11 de abril de 2001       | W710            | 12.81                |
| 7            | 7            | «Snapping and Sniffing»       | Philip Charles MacKenzie | J. J. Wall              | 18 de abril de 2001       | W712            | 10.92                |
| 8            | 8            | «He Said, She Said»           | Leonard R. Garner Jr.    | Erica Montolfo          | 18 de abril de 2001       | W704            | 12.97                |
| 9            | 9            | «Breaking Up and Breaking It» | Leonard R. Garner Jr.    | Howard J. Morris        | 25 de abril de 2001       | W705            | 12.28                |
| 10           | 10           | «A Little Romance»            | Leonard R. Garner Jr.    | Don Reo y Damon Wayans  | 2 de mayo de 2001         | W703            | 10.08                |
| 11           | 11           | «Hair Today, Gone Tomorrow»   | Philip Charles MacKenzie | Tavon Coates            | 9 de mayo de 2001         | W713            | 9.23                 |

### Segunda temporada (2001–02)
| N.º en serie | N.º en temp. | Título                        | Dirigido por          | Escrito por            | Fecha de emisión original | Código de prod. | Audiencia (millones) |
| ------------ | ------------ | ----------------------------- | --------------------- | ---------------------- | ------------------------- | --------------- | -------------------- |
| 1213         | 12           | «Mom's Away»                  | James Widdoes         | Don Reo y Damon Wayans | 26 de septiembre de 2001  | W714W715        | 13.72                |
| 14           | 3            | «No Rules»                    | James Widdoes         | Dean Lorey             | 3 de octubre de 2001      | W717            | 11.90                |
| 15           | 4            | «Perfect Dad»                 | James Widdoes         | Don Reo y Damon Wayans | 10 de octubre de 2001     | W716            | 10.86                |
| 16           | 5            | «Thru Thick and Thin»         | James Widdoes         | Alyson Fouse           | 17 de octubre de 2001     | W718            | 12.49                |
| 17           | 6            | «Michael's Garden»            | James Widdoes         | Buddy Johnson          | 24 de octubre de 2001     | W719            | 13.24                |
| 18           | 7            | «He Heard, She Heard»         | James Widdoes         | James Vallely          | 31 de octubre de 2001     | W720            | 9.92                 |
| 19           | 8            | «Let Them Eat Pie»            | James Widdoes         | Janis Hirsch           | 7 de noviembre de 2001    | W722            | 10.34                |
| 20           | 9            | «Jay Gets Fired»              | James Widdoes         | James Hannah           | 14 de noviembre de 2001   | W723            | 12.34                |
| 21           | 10           | «The Whole World is Watching» | James Widdoes         | Don Reo                | 21 de noviembre de 2001   | W721            | 9.58                 |
| 22           | 11           | «Letting Go»                  | James Widdoes         | Craig Wayans           | 28 de noviembre de 2001   | W724            | 12.64                |
| 23           | 12           | «Learning to Earn It»         | James Widdoes         | Bruce Fine             | 12 de diciembre de 2001   | W725            | 11.64                |
| 24           | 13           | «Quality Time»                | James Widdoes         | Alyson Fouse           | 16 de enero de 2002       | W727            | 12.31                |
| 25           | 14           | «Get Out»                     | James Widdoes         | Dean Lorey             | 13 de enero de 2002       | W726            | 12.29                |
| 26           | 15           | «Road Trip»                   | James Widdoes         | Rodney Barnes          | 30 de enero de 2002       | W728            | 12.89                |
| 2728         | 1617         | «Table for Too Many»          | James Widdoes         | Buddy Johnson          | 6 de febrero de 2002      | W729W730        | 14.43                |
| 29           | 18           | «Double Date»                 | James Widdoes         | Don Reo                | 13 de febrero de 2002     | W731            | 10.56                |
| 30           | 19           | «Failure to Communicate»      | Leonard R. Garner Jr. | Don Reo y Damon Wayans | 22 de febrero de 2002     | W706            | 6.94                 |
| 31           | 20           | «Papa Said Knock You Out»     | Wil Shriner           | Damien Wayans          | 27 de febrero de 2002     | W732            | 10.53                |
| 32           | 21           | «Return of the Wall»          | Andy Cadiff           | James Vallely          | 4 de marzo de 2002        | W733            | 8.18                 |
| 33           | 22           | «Working Relationship»        | James Widdoes         | Janis Hirsch           | 10 de marzo de 2002       | W734            | 9.91                 |
| 34           | 23           | «Jr. Kyle, Boy Genius»        | James Widdoes         | Rodney Barnes          | 27 de marzo de 2002       | W735            | 12.08                |
| 35           | 24           | «Back Story»                  | John Bowab            | Kim Wayans             | 3 de abril de 2002        | W736            | 10.40                |
| 36           | 25           | «Make Over»                   | Jonathan Schmock      | Dean Lorey             | 1 de mayo de 2002         | W737            | 10.37                |
| 37           | 26           | «The Bowling Show»            | Sheldon Epps          | Valencia Parker        | 8 de mayo de 2002         | W738            | 9.90                 |
| 38           | 27           | «Jr. Gets His License»        | Rob Schiller          | James Vallely          | 15 de mayo de 2002        | W741            | 10.31                |
| 3940         | 2829         | «Anniversary»                 | Will Mackenzie        | Kim Wayans             | 22 de mayo de 2002        | W739W740        | 9.79                 |

### Tercera temporada (2002–03)
| N.º en serie | N.º en temp. | Título                                | Dirigido por    | Escrito por                          | Fecha de emisión original | Código de prod. | Audiencia (millones) |
| ------------ | ------------ | ------------------------------------- | --------------- | ------------------------------------ | ------------------------- | --------------- | -------------------- |
| 4142         | 12           | «The Kyles Go to Hawaii: Parts 1 & 2» | Andy Cadiff     | James Vallely y Dean Lorey           | 25 de septiembre de 2002  | W742W743        | 14.82                |
| 43           | 3            | «The Kyles Go to Hawaii: Part 3»      | Andy Cadiff     | Dean Lorey y Jim Vallely             | 2 de octubre de 2002      | W744            | 13.72                |
| 44           | 4            | «Samba Story»                         | Andy Cadiff     | Kim Wayans                           | 9 de octubre de 2002      | W745            | 13.05                |
| 45           | 5            | «Diary of a Mad Teen»                 | Andy Cadiff     | Craig Wayans                         | 16 de octubre de 2002     | W747            | 13.88                |
| 46           | 6            | «Claire's New Boyfriend»              | Andy Cadiff     | Damien Wayans                        | 23 de octubre de 2002     | W748            | 13.89                |
| 47           | 7            | «Crouching Mother, Hidden Father»     | Andy Cadiff     | Rodney Barnes                        | 30 de octubre de 2002     | W749            | 12.87                |
| 48           | 8            | «The Fighting Kyles»                  | Andy Cadiff     | Buddy Johnson                        | 6 de noviembre de 2002    | W746            | 11.73                |
| 49           | 9            | «Sister Story»                        | Andy Cadiff     | Kim Wayans                           | 13 de noviembre de 2002   | W750            | 12.94                |
| 50           | 10           | «Jr.'s Dating Dilemma»                | Andy Cadiff     | Rodney Barnes                        | 20 de noviembre de 2002   | W751            | 13.45                |
| 51           | 11           | «Jay the Artist»                      | Andy Cadiff     | Dean Lorey                           | 27 de noviembre de 2002   | W752            | 9.16                 |
| 52           | 12           | «Chair Man of the Board»              | Andy Cadiff     | Janis Hirsch                         | 4 de diciembre de 2002    | W753            | 12.65                |
| 53           | 13           | «Open Your Heart»                     | Damien Wayans   | Kim Wayans                           | 11 de diciembre de 2002   | W754            | 11.77                |
| 54           | 14           | «Michael's Tribe»                     | Damien Wayans   | James Vallely                        | 8 de enero de 2003        | W755            | 10.87                |
| 55           | 15           | «Blackout»                            | Andy Cadiff     | Buddy Johnson                        | 22 de enero de 2003       | W757            | 11.30                |
| 56           | 16           | «Man of the Year»                     | Andy Cadiff     | Kim Wayans                           | 29 de enero de 2003       | W758            | 11.25                |
| 57           | 17           | «Jr.'s Risky Business: Part 1»        | Damien Wayans   | Rodney Barnes                        | 5 de febrero de 2003      | W756            | 12.90                |
| 58           | 18           | «Jr.'s Risky Business: Part 2»        | Damien Wayans   | Rodney Barnes                        | 12 de febrero de 2003     | W759            | 12.55                |
| 59           | 19           | «Jury Duty»                           | Andy Cadiff     | Dean Lorey                           | 26 de febrero de 2003     | W760            | 11.14                |
| 60           | 20           | «Here Comes Da Judge»                 | Andy Cadiff     | William Jay Bennett y Kevin Carraway | 5 de marzo de 2003        | W761            | 10.56                |
| 61           | 21           | «Claire's Permit»                     | Andy Cadiff     | Bill Vallely                         | 26 de marzo de 2003       | W762            | 10.40                |
| 62           | 22           | «Sharon's Picture»                    | Ron Moseley     | Kim Wayans                           | 9 de abril de 2003        | W765            | 9.15                 |
| 63           | 23           | «Tee for Too Many»                    | Peter Filsinger | Alyson Fouse                         | 30 de abril de 2003       | W766            | 8.31                 |
| 64           | 24           | «The Big Bang Theory»                 | Andy Cadiff     | Craig Wayans y Damon Wayans Jr.      | 7 de mayo de 2003         | W763            | 9.56                 |
| 65           | 25           | «Not So Hostile Takeover»             | Guy Distad      | Valencia Parker                      | 14 de mayo de 2003        | W764            | 9.21                 |
| 6667         | 2627         | «Graduation»                          | Eric Laneuville | Don Reo                              | 21 de mayo de 2003        | W767W768        | 9.59                 |

### Cuarta temporada (2003–04)
| N.º en serie | N.º en temp. | Título                    | Dirigido por      | Escrito por                                   | Fecha de emisión original | Código de prod. | Audiencia (millones) |
| ------------ | ------------ | ------------------------- | ----------------- | --------------------------------------------- | ------------------------- | --------------- | -------------------- |
| 68           | 1            | «From Dummy to Daddy»     | Eric Laneuville   | Don Reo                                       | 24 de septiembre de 2003  | 401             | 13.61                |
| 69           | 2            | «The Sweet Hairafter»     | Eric Laneuville   | Kevin Knotts                                  | 24 de septiembre de 2003  | 403             | 13.61                |
| 70           | 3            | «Jr. Executive»           | Eric Laneuville   | Kevin Rooney                                  | 1 de octubre de 2003      | 402             | 11.64                |
| 71           | 4            | «Jay Goes to School»      | Damien Wayans     | Kim Wayans                                    | 8 de octubre de 2003      | 404             | 10.93                |
| 72           | 5            | «Meet the Parents»        | Damien Wayans     | Kim Wayans                                    | 15 de octubre de 2003     | 405             | 10.85                |
| 73           | 6            | «He's Having a Baby»      | Damien Wayans     | Aeysha Carr                                   | 22 de octubre de 2003     | 407             | 12.34                |
| 74           | 7            | «The Funeral»             | Damien Wayans     | James Vallely                                 | 29 de octubre de 2003     | 406             | 10.12                |
| 75           | 8            | «Ultrasound»              | Dean Lorey        | Dean Lorey                                    | 5 de noviembre de 2003    | 409             | 10.41                |
| 76           | 9            | «Marathon»                | Eric Laneuville   | Damien Wayans                                 | 12 de noviembre de 2003   | 408             | 11.60                |
| 77           | 10           | «While Out»               | Guy Distad        | Craig Wayans y Damon Wayans Jr.               | 19 de noviembre de 2003   | 410             | 12.57                |
| 78           | 11           | «Michael's Band»          | Guy Distad        | Damien Wayans                                 | 26 de noviembre de 2003   | 411             | 9.24                 |
| 79           | 12           | «The Lady is Not a Tramp» | Peter Filsinger   | Rodney Barnes                                 | 10 de diciembre de 2003   | 412             | 11.09                |
| 80           | 13           | «Of Mice and Men»         | Ron Moseley       | Valencia Parker                               | 17 de diciembre de 2003   | 413             | 9.19                 |
| 81           | 14           | «Moving on Out»           | Ron Moseley       | Craig Wayans                                  | 7 de enero de 2004        | 414             | 11.42                |
| 82           | 15           | «Candy Wars»              | Dean Lorey        | Dean Lorey y James Vallely                    | 21 de enero de 2004       | 415             | 8.09                 |
| 83           | 16           | «Jr. Sells His Car»       | Damien Wayans     | Don Reo                                       | 4 de febrero de 2004      | 416             | 9.61                 |
| 84           | 17           | «The Anniversary Present» | Damien Wayans     | Elvira Wayans y Damien Wayans                 | 11 de febrero de 2004     | 418             | 10.01                |
| 85           | 18           | «Illegal Smile»           | Kim Wayans        | Kevin Rooney                                  | 18 de febrero de 2004     | 417             | 9.81                 |
| 86           | 19           | «Outbreak Monkey»         | George O. Gore II | Kerry Parker                                  | 25 de febrero de 2004     | 420             | 10.43                |
| 8788         | 2021         | «Empty Nest»              | Peter Filsinger   | Kevin Rooney                                  | 3 de marzo de 2004        | 422423          | 9.03                 |
| 89           | 22           | «Calvin Comes to Stay»    | Damien Wayans     | Rodney Barnes                                 | 10 de marzo de 2004       | 419             | 8.75                 |
| 90           | 23           | «Calvin Goes to Work»     | Eric Laneuville   | Rodney Barnes                                 | 31 de marzo de 2004       | 425             | 8.91                 |
| 91           | 24           | «Romantic Night»          | Dean Lorey        | Dean Lorey                                    | 21 de abril de 2004       | 424             | 7.54                 |
| 92           | 25           | «The Director»            | Dean Lorey        | Dean Lorey                                    | 28 de abril de 2004       | 421             | 6.99                 |
| 93           | 26           | «The Maid»                | Damien Wayans     | Rodney Barnes, Valencia Parker y Shane Miller | 5 de mayo de 2004         | 426             | 7.52                 |
| 94           | 27           | «Hand Model»              | James Valelley    | Dean Lorey                                    | 12 de mayo de 2004        | 429             | 8.66                 |
| 95           | 28           | «What Do You Know?»       | Craig Wayans      | Elvira Wayans y Damien Wayans                 | 19 de mayo de 2004        | 430             | 8.10                 |
| 9697         | 2930         | «The Baby»                | Kim Wayans        | Kim Wayans y Kevin Knotts                     | 26 de mayo de 2004        | 427428          | 7.80                 |

### Quinta temporada (2004–05)
| N.º en serie | N.º en temp. | Título                       | Dirigido por          | Escrito por                  | Fecha de emisión original | Código de prod. | Audiencia (millones) |
| ------------ | ------------ | ---------------------------- | --------------------- | ---------------------------- | ------------------------- | --------------- | -------------------- |
| 9899         | 12           | «Fantasy Camp»               | Dean Lorey            | Don Reo y Kerry Parker       | 21 de septiembre de 2004  | 501502          | 9.35                 |
| 100          | 3            | «Childcare Class»            | Kim Wayans            | Rodney Barnes                | 28 de septiembre de 2004  | 503             | 7.38                 |
| 101          | 4            | «Class Reunion»              | Damien Wayans         | Craig Wayans y Damien Wayans | 5 de octubre de 2004      | 504             | 8.06                 |
| 102          | 5            | «The Fellowship of the Baby» | Damien Wayans         | Damien Wayans                | 12 de octubre de 2004     | 505             | 8.40                 |
| 103          | 6            | «Poker Face»                 | Damien Wayans         | Valencia Parker              | 19 de octubre de 2004     | 506             | 8.58                 |
| 104          | 7            | «The Proposal»               | Guy Distad            | Kerry Parker                 | 9 de noviembre de 2004    | 507             | 8.84                 |
| 105          | 8            | «Restaurant Wars»            | Damien Wayans         | Lisa D. Hall                 | 16 de noviembre de 2004   | 508             | 8.51                 |
| 106          | 9            | «The Return of Bobby Shaw»   | Damien Wayans         | Craig Wayans y Damien Wayans | 23 de noviembre de 2004   | 509             | 8.35                 |
| 107          | 10           | «The Wedding»                | Dean Lorey            | Rodney Barnes                | 30 de noviembre de 2004   | 510             | 9.38                 |
| 108          | 11           | «Careful What You Wish For»  | Peter Filsinger       | Valencia Parker              | 11 de enero de 2005       | 513             | 9.10                 |
| 109          | 12           | «They Call Me El Foosay»     | Guy Distad            | Kevin Knotts                 | 18 de enero de 2005       | 511             | 6.27                 |
| 110          | 13           | «Study Buddy»                | Ron Moseley           | Kim Wayans                   | 25 de enero de 2005       | 512             | 6.56                 |
| 111          | 14           | «Sweetheart's Day»           | Ron Moseley           | Dean Lorey                   | 1 de febrero de 2005      | 514             | 6.82                 |
| 112          | 15           | «Silence is Golden»          | Kim Wayans            | Kim Wayans                   | 8 de febrero de 2005      | 515             | 6.25                 |
| 113          | 16           | «Bahamas: Part 1»            | Dean Lorey            | Don Reo                      | 15 de febrero de 2005     | 516             | 6.53                 |
| 114          | 17           | «Bahamas: Part 2»            | Dean Lorey            | Don Reo                      | 22 de febrero de 2005     | 517             | 6.80                 |
| 115          | 18           | «The Remodel»                | James Wilcox          | Ron Zimmerman                | 1 de marzo de 2005        | 521             | 6.95                 |
| 116          | 19           | «Michael Joins a Gym»        | George O. Gore II     | Kim Wayans y Kevin Knotts    | 8 de marzo de 2005        | 519             | 7.43                 |
| 117          | 20           | «Celibacy»                   | Vito Giambalvo        | Elvira Wayans                | 15 de marzo de 2005       | 520             | 6.33                 |
| 118          | 21           | «Jr's Cartoon»               | Randy Fletcher        | Kim Wayans                   | 29 de marzo de 2005       | 524             | 6.60                 |
| 119          | 22           | «Michael's Sandwich»         | Damien Wayans         | Dean Lorey                   | 12 de abril de 2005       | 526             | 5.72                 |
| 120          | 23           | «Graduation Day»             | Craig Wayans          | Aeysha Carr                  | 26 de abril de 2005       | 522             | 5.28                 |
| 121          | 24           | «Michael Sells the Business» | Mattie Carruthers     | Kevin Rooney                 | 3 de mayo de 2005         | 525             | 5.66                 |
| 122          | 25           | «RV Dreams»                  | Damien Wayans         | Kim Wayans y Kevin Knotts    | 10 de mayo de 2005        | 518             | 5.28                 |
| 123          | 26           | «The 'V' Story»              | Tisha Campbell-Martin | Kerry Parker                 | 17 de mayo de 2005        | 523             | 5.93                 |